# Lloyd Levin
Lloyd A. Levin (1958) è un produttore cinematografico statunitense.

## Filmografia
- 58 minuti per morire - Die Harder (Die Hard 2), regia di Renny Harlin (1990) - produttore esecutivo
- Predator 2, regia di Stephen Hopkins (1990) - produttore esecutivo
- Le avventure di Rocketeer (The Rocketeer), regia di Joe Johnston (1991)
- La vedova americana (Used People), regia di Beeban Kidron (1992) - produttore esecutivo
- L'ombra del diavolo (The Devil's Own), regia di Alan J. Pakula (1997) - produttore esecutivo
- Punto di non ritorno (Event Horizon), regia di Paul W. S. Anderson (1997)
- Boogie Nights - L'altra Hollywood (Boogie Nights), regia di Paul Thomas Anderson (1997)
- Mystery Men, regia di Kinka Usher (1999)
- Lara Croft: Tomb Raider, regia di Simon West (2001)
- K-PAX - Da un altro mondo (K-PAX), regia di Ian Softley (2001)
- Lara Croft: Tomb Raider - La culla della vita (Lara Croft: Tomb Raider: The Cradle of Life), regia di Jan de Bont (2003)
- Hellboy, regia di Guillermo del Toro (2004)
- United 93, regia di Paul Greengrass (2006)
- Hellboy: The Golden Army, regia di Guillermo del Toro (2008)
- Watchmen, regia di Zack Snyder (2009)
- Green Zone, regia di Paul Greengrass (2010)
- The Last Reel, regia di Kulikar Sotho (2014) - produttore esecutivo
- Hellboy, regia di Neil Marshall (2019)
- Da 5 Bloods - Come fratelli (Da 5 Bloods), regia di Spike Lee (2020)
- The Mauritanian, regia di Kevin Macdonald (2021)